# Trichopria bifovea
Trichopria bifovea är en stekelart som beskrevs av Jean-Jacques Kieffer 1912. Trichopria bifovea ingår i släktet Trichopria, och familjen hyllhornsteklar. Det är osäkert om arten förekommer i Sverige.